# 弗雷德里克·汤姆斯
弗雷德里克·汤姆斯（英語：Frederick Toms，1885年4月15日—1965年6月26日），加拿大男子赛艇运动员。他曾代表加拿大参加1908年夏季奥林匹克运动会赛艇比赛，获得男子双人单桨无舵手铜牌。